# Dior Goodjohn
Dior Goodjohn (Santa Monica, 13 de agosto de 2006) é uma atriz, modelo e cantora americana. Ela é mais conhecida por estar no elenco de Clube do Terror e Glee: Em Busca da Fama. Em 2022, a atriz foi escalada como Clarisse na série da Disney+, Percy Jackson and the Olympians, baseado na série homônima de livros de Rick Riordan.

## Carreira
Sua carreira começou cedo, ainda na infância, como modelo em campanhas publicitárias de marcas de roupas. Em 2013, aos sete anos, fez sua estreia na televisão com uma participação especial na série Glee (2009), interpretando uma versão jovem da personagem Santana Lopez. Desde então, Dior passou a se destacar em produções voltadas para o público jovem, como Are You Afraid of the Dark? (2019), da Nickelodeon, e Head of the Class (2021), onde interpretou Robyn Rook, papel que lhe rendeu reconhecimento e abriu portas para novos projetos.
Em 2023, Dior foi escalada para viver Clarisse La Rue na série Percy Jackson and the Olympians, da Disney+, baseada nos livros de Rick Riordan. Sua atuação como a filha de Ares, conhecida por sua força e personalidade intensa, mostrou sua versatilidade e capacidade de dar vida a personagens complexos.
Além da atuação, Dior também se lançou na música. Em março de 2024, ela lançou seu primeiro single, "Focus", revelando uma nova faceta artística e consolidando sua imagem como uma artista completa. Com uma voz envolvente e estilo contemporâneo, ela vem atraindo atenção no cenário musical.

## Vida pessoal
Goodjohn é filha de Troy Goodjohn (afro-americano) e Tannaz Goodjohn (de ascendência filipina), o que contribui para sua identidade multicultural. Ela foi educada online durante a pandemia, conciliando os estudos com os compromissos profissionais.

## Controvérsias

### Elenco de Percy Jackson
Durante uma entrevista ao Variety Studio em julho de 2025, um momento desconfortável chamou atenção: Walker Scobell (Percy) interrompeu Dior com um sonoro “shhh” enquanto ela falava. A reação dos outros colegas — Leah Jeffries (Annabeth), Aryan Simhadri (Grover) e Charlie Bushnell (Luke) — foi de sorrisos contidos e olhares revirados, o que gerou especulações sobre conflitos nos bastidores da série. Entre isso, há rumores de tensão entre Dior e Leah Jeffries, também parte do elenco de Percy Jackson. Fãs apontaram que Dior teria adotado uma postura de protagonismo excessivo em eventos como a San Diego Comic-Con, onde apareceu em destaque em praticamente todas as fotos e vídeos.

### Conflito Israel-Palestina
Em 2023, Dior foi criticada por se posicionar publicamente a favor de Israel durante os ataques à Faixa de Gaza. Após pressão dos fãs, publicou mensagens pró-Palestina, mas voltou a postar conteúdos alinhados ao posicionamento inicial sem pedir desculpas públicas, o que gerou novo desgaste com o público.

## Filmografia

### Filmes
| Ano  | Título | Papel | Notas | Ref.   |
| ---- | ------ | ----- | ----- | ------ |
| 2024 | Azi    | Azi   | Curta | [ 10 ] |

### Televisão
| Ano  | Título                          | Papel                 | Notas                               | Ref.   |
| ---- | ------------------------------- | --------------------- | ----------------------------------- | ------ |
| 2013 | Glee                            | Santana Lopez (jovem) | Participação especial; 4ª temporada | [ 11 ] |
| 2019 | Raven's Home                    | Duchess               | Participação Especial               | [ 10 ] |
| 2019 | The Unicorn                     | Jenna                 | Participação Especial               | [ 10 ] |
| 2021 | Head of the Class               | Robyn Rook            | 10 episódios                        | [ 10 ] |
| 2022 | Are You Afraid of the Dark?     | Summer DaCosta        | 4 episódios                         | [ 10 ] |
| 2023 | Percy Jackson and the Olympians | Clarisse La Rue       | Papel secundário                    | [ 12 ] |

## Discografia

### Singles
| Ano  | Canção           | Álbum                         |
| ---- | ---------------- | ----------------------------- |
| 2024 | "Focus"          | Não adicionado a nenhum álbum |
| 2024 | "God's Favorite" | Não adicionado a nenhum álbum |

| Ano  | Canção | Álbum                         |
| ---- | ------ | ----------------------------- |
| 2025 | "BET"  | Não adicionado a nenhum álbum |